# Reinhard Suhren
Reinhard Johann Heinz Paul Anton Suhren (Langenschwalbach, 16 de abril de 1916 — Halstenbek, 25 de agosto de 1984) foi um comandante de submarino alemão que serviu na Kriegsmarine durante a Segunda Guerra Mundial.

## História
Reinhard Suhren iniciou a sua carreira militar no ano de 1935, entrando para a força U-Boot no mês de Março de 1938 onde recebeu o treinamento básico. Serviu por mais de um ano como 1º Oficial de Observação do U-48, posto no qual recebeu a Cruz de Cavaleiro da Cruz de Ferro. No mês de Abril de 1941Suhren assumiu o comando do U-564, e já no mês de Agosto de 1941 conseguiu um grande feito ao afundar o Navio de Corveta britânico HMS Zinnia.
Suhren deixou o comando do U-Boot no mês de Outubro de 1942 e se tornou instrutor na 2nd ULD. Mais tarde serviu com a 27. Unterseebootsflottille juntamente com o Korvettenkapitän Erich Topp.
Durante o último ano de guerra o Fregattenkapitän Suhren era o Comandante em Chefe das Águas Norueguesas e a partir de Setembro de 1944 também se tornou comandante das Águas no Mar do Norte.

## Sumário da carreira

### Condecorações
- Medalha dos Sudetos (20 de dezembro de 1939)[2]
- Cruz de Ferro (1939)
- 2ª classe (25 de setembro de 1939)[2][3]
- 1ª classe (25 de fevereiro de 1940)[2][3]
- Distintivo de Submarinos de Guerra (21 de dezembro de 1939)[2]
  - em Diamantes (1 de janeiro de 1942)[4]
- Cruz de Mérito de Guerra de 2ª classe com Espadas (30 de janeiro de 1944)[5]
- Cruz de Cavaleiro da Cruz de Ferro (3 de novembro de 1940) como Oberleutnant zur See e 1.º oficial de guarda no U-48[6][7]
  - 56ª Folhas de Carvalho (31 de dezembro de 1941) como Oberleutnant zur See e comandante do U-564[6][8]
  - 18ª Espadas (1 de setembro de 1942) como Kapitänleutnant e comandante do U-564[6][9]

### Promoções
- 5 de abril de 1935 – Offiziersanwärter
- 25 de setembro de 1935 – Seekadett[10]
- 1 de julho de 1936 – Fähnrich zur See[10]
- 1 de janeiro de 1938 – Oberfähnrich zur See[2]
- 1 de abril de 1938 – Leutnant zur See (segundo-tenente do mar)[2]
- 1 de outubro de 1939 – Oberleutnant zur See (tenente do mar)[2]
- 1 de janeiro de 1942 – Kapitänleutnant (capitão tenente)[5]
- 1 de setembro de 1942 – Korvettenkapitän (capitão de corveta)[5]
- 1 de junho de 1944 – Fregattenkapitän (capitão de fragata)[5]

### Patrulhas
| Nº    | U-Boot | Partida                | Partida    | Chegada                | Chegada    | Dias     | Tonelagem (GRT) |
| ----- | ------ | ---------------------- | ---------- | ---------------------- | ---------- | -------- | --------------- |
| 1     | U-564  | 17 de junho de 1941    | Kiel       | 27 de julho de 1941    | Brest      | 41 dias  | 28.145          |
| 2     | U-564  | 16 de agosto de 1941   | Brest      | 27 de agosto de 1941   | Brest      | 12 dias  | 2.587           |
| 3     | U-564  | 16 de setembro de 1941 | Brest      | 1 de novembro de 1941  | Lorient    | 47 dias  | 7.198           |
|       | U-564  | 11 de janeiro de 1942  | Lorient    | 12 de janeiro de 1942  | La Pallice | 2 dias   |                 |
| 4     | U-564  | 18 de janeiro de 1942  | La Pallice | 6 de março de 1942     | Brest      | 48 dias  | 17.605          |
| 5     | U-564  | 4 de abril de 1942     | Brest      | 6 de junho de 1942     | Brest      | 64 dias  | 37.635          |
| 6     | U-564  | 9 de julho de 1942     | Brest      | 18 de setembro de 1942 | Brest      | 72 dias  | 32.181          |
| Total | Total  | Total                  | Total      | Total                  | Total      | 284 dias | 125.351         |

### Navios afundados
| Data                    | U-Boot | Navio                   | Tonelagem (GRT) | Nacionalidade  |
| ----------------------- | ------ | ----------------------- | --------------- | -------------- |
| 27 de junho de 1941     | U-564  | Kongsgaard (danificado) | 9.467           | Noruega        |
| 27 de junho de 1941     | U-564  | Maasdam                 | 8.812           | Países Baixos  |
| 27 de junho de 1941     | U-564  | Malaya II               | 8.651           | Reino Unido    |
| 29 de junho de 1941     | U-564  | Hekla                   | 1.215           | Islândia       |
| 22 de agosto de 1941    | U-564  | Clonlara                | 1.203           | Irlanda        |
| 22 de agosto de 1941    | U-564  | Empire Oak              | 484             | Reino Unido    |
| 23 de agosto de 1941    | U-564  | HMS Zinnia (K 98)       | 900             | Reino Unido    |
| 24 de outubro de 1941   | U-564  | Alhama                  | 1.352           | Reino Unido    |
| 24 de outubro de 1941   | U-564  | Ariosto                 | 2.176           | Reino Unido    |
| 24 de outubro de 1941   | U-564  | Carsbreck               | 3.670           | Reino Unido    |
| 11 de fevereiro de 1942 | U-564  | Victolite               | 11.410          | Canadá         |
| 16 de fevereiro de 1942 | U-564  | Opalia (danificado)     | 6.195           | Reino Unido    |
| 3 de maio de 1942       | U-564  | Ocean Venus             | 7.174           | Reino Unido    |
| 4 de maio de 1942       | U-564  | Eclipse (danificado)    | 9.767           | Reino Unido    |
| 5 de maio de 1942       | U-564  | Delisle (danificado)    | 3.478           | Estados Unidos |
| 8 de maio de 1942       | U-564  | Ohioan                  | 6.078           | Estados Unidos |
| 9 de maio de 1942       | U-564  | Lubrafol                | 7.138           | Panamá         |
| 14 de maio de 1942      | U-564  | Potrero del Llano       | 4.000           | México         |
| 19 de julho de 1942     | U-564  | Empire Hawksbill        | 5.724           | Reino Unido    |
| 19 de julho de 1942     | U-564  | Lavington Court         | 5.372           | Reino Unido    |
| 19 de agosto de 1942    | U-564  | British Consul          | 6.940           | Reino Unido    |
| 19 de agosto de 1942    | U-564  | Empire Cloud            | 5.969           | Reino Unido    |
| 30 de agosto de 1942    | U-564  | Vardaas                 | 8.176           | Noruega        |
| Total                   | Total  | Total                   | 125.351         |                |